# Taurogypsina
Taurogypsina es un género de foraminífero bentónico de estatus incierto, aunque considerado un sinónimo posterior de Baculogypsina de la familia Calcarinidae, de la superfamilia Rotalioidea, del suborden Rotaliina y del orden Rotaliida. Su especie tipo era Taurogypsina taurobaculata. Su rango cronoestratigráfico abarcaba el Mioceno.

## Clasificación
Taurogypsina incluye a la siguiente especie:
- Taurogypsina taurobaculata †